# Чиди, Аномначи
Аномначи Чинаса Чиди (швед. Anomnachi Chinasa Chidi; род. 13 июля 2004) — шведский футболист, нападающий «Хеккена».

## Клубная карьера
Футболом начинал заниматься в клубе «Бергшё», откуда перешёл в академию «Хеккена». С начала 2023 года стал привлекаться к тренировкам с основной командой. 17 апреля того же года дебютировал в чемпионате Швеции в матче третьего тура с «Кальмаром», появившись на поле на 83-й минуте вместо Ларса Ларсена.

## Клубная статистика
| Выступление      | Выступление      | Выступление      | Лига | Лига | Кубки | Кубки | Конт. кубки | Конт. кубки | Итого | Итого |
| Клуб             | Лига             | Сезон            | Игры | Голы | Игры  | Голы  | Игры        | Голы        | Игры  | Голы  |
| ---------------- | ---------------- | ---------------- | ---- | ---- | ----- | ----- | ----------- | ----------- | ----- | ----- |
| Хеккен           | Алльсвенскан     | 2023             | 1    | 0    | 0     | 0     | 0           | 0           | 1     | 0     |
| Хеккен           | Итого            | Итого            | 1    | 0    | 0     | 0     | 0           | 0           | 1     | 0     |
| Всего за карьеру | Всего за карьеру | Всего за карьеру | 1    | 0    | 0     | 0     | 0           | 0           | 1     | 0     |